# Salminggenen
Salminggenen (ursprunglig titel var Pappa hur blir jag bäst i världen) är en svensk dokumentärserie som hade premiär på SVT Play den 23 november 2023. Serien består av tre avsnitt.

## Handling
Serien kretsar kring far och dotter Salming under perioden 2021 till 2023. Serien följer både Biancas satsning att nå världstoppen i friidrott men berättar även om Börjes sjukdom och bortgång.

## Medverkande (i urval)
- Börje Salming
- Bianca Salming